# Eclipse assírio

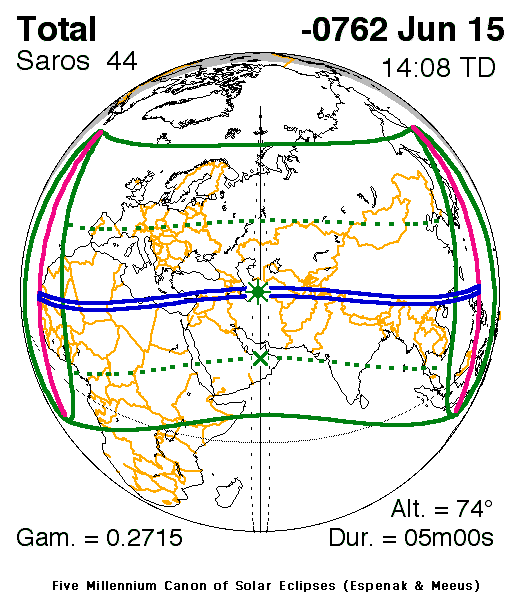

O eclipse assírio, também conhecido como eclipse de Bur-Sagale, é um eclipse solar registrado nas listas de epônimos assírios, provavelmente datando do nono ano do reinado do rei Assurdã III. O eclipse é identificado com o que ocorreu em 15 de junho de 763 a.C. (calendário juliano proléptico).
A entrada é curta e diz:
"[ano de] Bur-Sagale de Guzana. Revolta na cidade de Assur. No mês de Simanu, ocorreu um eclipse do sol. "
A frase usada - shamash ("o sol") akallu ("dobrado", "torcido", "torto", "distorcido", "obscurecido") - foi interpretada como uma referência a um eclipse solar desde a primeira decifração do cuneiforme em meados do século XIX. O nome Bur-Sagale (também traduzido como Bur-Saggile, Pur-Sagale ou Par-Sagale ) é o nome do oficial limmu no ano de mesmo nome.
Em 1867, Henry Rawlinson identificou o eclipse quase total de 15 de junho de 763 a.C. como o candidato mais provável (o mês de Simanu correspondendo à lunação de maio / junho), visível no norte da Assíria pouco antes do meio-dia. Esta data foi amplamente aceita desde então; a identificação também é substanciada por outras observações astronômicas do mesmo período.

Este registro é uma das evidências cruciais que fornecem uma cronologia absoluta do Antigo Oriente Próximo para o período assírio.